# N-acilmanozamin kinaza
N-acilmanozamin kinaza (EC 2.7.1.60, acilmanozaminska kinaza (fosforilacija), acetilamidodezoksimannokinaza, acetilmanozaminska kinaza, acilaminodezoksimanokinaza, acilmanozaminska kinaza, N-acil-D-manozaminska kinaza, N-acetilmanozaminska kinaza, ATP:N-acetilmanozamin 6-fosfotransferaza) je enzim sa sistematskim imenom ATP:N-acil-D-manozamin 6-fosfotransferaza. Ovaj enzim katalizuje sledeću hemijsku reakciju
ATP + -acil--manozamin {\displaystyle \rightleftharpoons } ADP + N-acil--manozamin 6-fosfat
Ovaj enzim deluje na acetil i glikolil derivate.

## Literatura
- Nicholas C. Price; Lewis Stevens (1999). Fundamentals of Enzymology: The Cell and Molecular Biology of Catalytic Proteins (Third изд.). USA: Oxford University Press. ISBN 019850229X.
- Eric J. Toone (2006). Advances in Enzymology and Related Areas of Molecular Biology, Protein Evolution (Volume 75 изд.). Wiley-Interscience. ISBN 0471205036.
- Branden C; Tooze J. Introduction to Protein Structure. New York, NY: Garland Publishing. ISBN 0-8153-2305-0.
- Irwin H. Segel. Enzyme Kinetics: Behavior and Analysis of Rapid Equilibrium and Steady-State Enzyme Systems (Book 44 изд.). Wiley Classics Library. ISBN 0471303097.
- William P. Jencks (1987). Catalysis in Chemistry and Enzymology. Dover Publications. ISBN 0486654605.

## Spoljašnje veze
- N-acylmannosamine+kinase на 